# Thyrocopa cinerella
Thyrocopa cinerella là một loài bướm đêm thuộc họ Oecophoridae. Nó là loài đặc hữu của Kauai.
Chiều dài cánh trước là 15–19 mm. Con trưởng thành bay từ at least tháng 4 đến tháng 7.